# 尻内町 (八戸市)
尻内町（しりうちまち）は、青森県八戸市の大字。112の小字がある。

## 地理
八戸市の西部に位置する。
隣接する地区は以下の通り。
- 中央 - 一番町（当地区が囲む形）
- 東 - 大字長苗代、卸センター、大字河原木
- 西 - 大字豊崎町
- 南 - 馬淵川を挟んで大字八幡、大字櫛引、大字田面木
- 北 - 北インター工業団地、三戸郡五戸町大字上市川

中央部にJR東日本・青い森鉄道の八戸駅が位置する。国道454号が東西に、青森県道20号八戸三沢線が南北に貫く。地内には浅水川及び浅水川放水路があり、周囲には田畑が広がる。地内の南部には馬淵川が流れる。大部分が農地と山林であるが、八戸駅西口地区では「八戸駅西土地区画整理事業」により宅地化が進められている。

## 歴史
- 1889年（明治22年）4月1日 - 町村制施行により、三戸郡尻内村、大仏村、花崎村、根岸村、根市村の5村が合併し三戸郡上長苗代村が発足。上長苗代村大字尻内となる。
- 1891年（明治24年）9月1日 - 日本鉄道青森線（後の東北本線→青い森鉄道）尻内駅（現・八戸駅）が開業。
- 1955年（昭和30年）4月1日 - 三戸郡上長苗代村が八戸市に編入され、八戸市大字尻内町となる。同時に大仏、花崎、根岸、根市の各大字を吸収。
- 1969年（昭和44年）- 当地区の一部を分離し、一番町一丁目から三丁目を設置。

## 小字
- 字赤坂（あかさか）
- 字明戸（あけど）
- 字泉沢（いずみさわ）
- 字内田（うちた）
- 字内矢沢（うちやさわ）
- 字姥子沢（うばこさわ）
- 字狼走（おいのばしり）
- 字追分（おいわけ）
- 字大川原（おおかわら）
- 字大崎谷地（おおさきやち）
- 字大崎（おおさき）
- 字表河原（おもてかわら）
- 字家口田（かぐちだ）
- 字上川原（かみかわら）
- 字上桜沢（かみさくらさわ）
- 字上笹ノ沢（かみささのさわ）
- 字上平（かみたい）
- 字上根市（かみねいち）
- 字上張田（かみはりだ）
- 字上谷地（かみやち）
- 字鴨ケ池（かもがいけ）
- 字鴨田（かもた）
- 字北熊ノ沢（きたくまのさわ）
- 字熊ノ沢（くまのさわ）
- 字毛合清水（けあいしみず）
- 字小堤（こつつみ）
- 字小夏間木沢（こなつまぎさわ）
- 字境田（さかいだ）
- 字坂ノ上（さかのうえ）
- 字笹ノ沢（ささのさわ）
- 字座頭平（ざとうたい）
- 字沢合（さわあい）
- 字沢堰（さわせき）
- 字沢ノ田（さわのた）
- 字三条目（さんじょうめ）
- 字直田堰（じきでんぜき）
- 字直田（じきでん）
- 字島田（しまだ）
- 字下川原（しもかわら）
- 字下窪（しもくぼ）
- 字下毛合清水（しもけあいしみず）
- 字下平添（しもたいぞえ）
- 字下平（しもたい）
- 字下根市（しもねいち）
- 字下谷地（しもやち）
- 字蛇ノ沢（じゃのさわ）
- 字正法寺（しょうぼうじ）
- 字尻内河原（しりうちかわら）
- 字尻内（しりうち）
- 字尻細（しりぼそ）
- 字新往名添（しんおうなぞえ）
- 字新上平（しんかみたい）
- 字新川下（しんかわした）
- 字新川添（しんかわぞえ）
- 字杉子沢（すぎこさわ）
- 字善右エ門堰（ぜんえもんせき）

- 字平中後（たいなかうしろ）
- 字平中下（たいなかしも）
- 字平中（たいなか）
- 字大仏館（だいぶつだて）
- 字大仏（だいぶつ）
- 字高田（たかだ）
- 字滝谷沢（たきやさわ）
- 字館田（たてだ）
- 字館ノ後（たてのうしろ）
- 字館ノ前（たてのまえ）
- 字館（たて）
- 字田端前（たばたまえ）
- 字田端山（たばたやま）
- 字田端（たばた）
- 字堤下（つつみした）
- 字木賊沢（とくささわ）
- 字栃ノ木（とちのき）
- 字中川原（なかがわら）
- 字中熊ノ沢（なかくまのさわ）
- 字中崎（なかさき）
- 字中堰（なかせき）
- 字中土（なかつち）
- 字中根市（なかねいち）
- 字中ノ沢（なかのさわ）
- 字中道（なかみち）
- 字新井田新田（にいだしんでん）
- 字西ノ沢（にしのさわ）
- 字人形場（にんぎょうば）
- 字根市内矢沢（ねいちうちやさわ）
- 字根市渡ノ葉（ねいちわたりのは）
- 字根岸河原（ねぎしかわら）
- 字根岸山添（ねぎしやまぞえ）
- 字根岸（ねぎし）
- 字鼠田（ねずみた）
- 字畑田（はたけだ）
- 字八百刈（はっぴゃくかり）
- 字馬場（ばば）
- 字林ノ前（はやしのまえ）
- 字張田（はりだ）
- 字福田地（ふくでんち）
- 字法霊（ほうりょう）
- 字洞（ほら）
- 字前明戸（まえあけど）
- 字前河原（まえかわら）
- 字前堀（まえほり）
- 字前谷地（まえやち）
- 字松森（まつもり）
- 字三ツ森（みつもり）
- 字メドツ河原（めどつかわら）
- 字矢沢（やさわ）
- 字柳平（やなぎたい）
- 字柳館（やなぎだて）
- 字与助往名添（よすけおうなぞえ）
- 字四ツ神（よつかみ）
- 字六百刈（ろっぴゃくかり）
- 字渡ノ葉（わたのは）

## 人口
| 小字       | 世帯数    | 人口    |
| ---------- | --------- | ------- |
| 鴨ケ池     | 267世帯   | 657人   |
| 尻内河原   | 224世帯   | 563人   |
| 八百刈     | 201世帯   | 440人   |
| 尻内       | 160世帯   | 426人   |
| 前河原     | 164世帯   | 407人   |
| 矢沢       | 144世帯   | 396人   |
| 正法寺     | 98世帯    | 289人   |
| 高田       | 115世帯   | 288人   |
| 内矢沢     | 123世帯   | 270人   |
| 張田       | 109世帯   | 245人   |
| 家口田     | 96世帯    | 242人   |
| 沢ノ田     | 89世帯    | 218人   |
| その他の字 | 1,368世帯 | 3,638人 |
| 合計       | 3,158世帯 | 8,079人 |

## 教育
- 青森県立八戸西高等学校
- 八戸市立三条中学校
- 八戸市立三条小学校
- 八戸市立西園小学校
- 第三千葉幼稚園
- 八戸文化幼稚園
- 三条保育園
- 尻内保育園

## 交通

### 道路
- 八戸自動車道
  - 八戸西スマートインターチェンジ
- 国道454号
- 青森県道20号八戸三沢線

### 鉄道
- 東日本旅客鉄道（JR東日本）
  - 東北新幹線：八戸駅
  - 八戸線：八戸駅
- 青い森鉄道
  - 青い森鉄道線：八戸駅

## 施設

### 公共施設
- 八戸地域地場産業振興センター（ユートリー）
- 青森県八戸合同庁舎
- 三戸地方保健所（旧・八戸保健所）
- 八戸消防署尻内分遣所
- 八戸農業協同組合本店
- 八戸農業協同組合東部・中央営農センター
- 青森県三八地域県民局 八戸家畜保健衛生所
- 八戸市馬淵川水防センター
- 三條簡易郵便局

### 公園等
- 矢沢西公園

### 商業施設
- 青森みちのく銀行八戸西支店・卸市場支店
- 青い森信用金庫八戸駅通支店
- はちのへ温泉（2022年5月末閉店[4]）
- 熊ノ沢温泉
- 薬王堂八戸尻内店
- よこまちストア一番町店
- ハッピー・ドラッグ八戸一番町店
- セリア八戸一番町店
- ホテルテトラ八戸